# Istituto cinematografico Michelangelo Antonioni
L'Istituto cinematografico Michelangelo Antonioni (ICMA), est une école d'audiovisuel située dans la Villa Calcaterra à Busto Arsizio, dans la province de Varèse en Lombardie (Italie). L'institut propose une formation nationale pour les professionnels du cinéma et de la télévision avec deux principaux cursus académiques en réalisation et en interprétation.

## Histoire
L'ICMA a été fondé en 2008 grâce au mécénat et à la contribution de la Région Lombardie en collaboration avec l'administration municipale de Busto Arsizio ainsi qu'avec Enrica Fico Antonioni, la veuve de Michelangelo Antonioni. Géré en tant qu'entité privée par la Fondazione cinema e territorio, il constitue depuis sa création un pôle éducatif et culturel sur les arts cinématographiques et télévisuels avec le Festival du film de Busto Arsizio et la Film Commission della Provincia di Varese e dell'Alto Milanese, (litt. « Commission du film de la province de Varèse et du Haut-Milanais »).

## Cursus de formation
L'ICMA promeut l'enseignement du cinéma et de la télévision par le biais de deux cursus : la réalisation et l'interprétation, avec des programmes académiques post-diplôme de trois ans.
Les matières enseignées comprennent la réalisation, l'écriture de scénarios, la direction de la photographie, la régie de distribution, le son et la sonorisation, la production, le jeu d'acteur, l'improvisation, la conception des décors et la production.

## Autres domaines d'activité
L'ICMA est impliqué dans la production audiovisuelle et cinématographique, principalement dans le domaine social : en 2011, deux courts métrages issus de l'institut : Un supereroe in affido d'Andrea W. Castellanza et Soltanto uno scherzo de Max Croci ont été sélectionné au Festival du film de Giffoni.